# Scopula vitellinaria
Scopula vitellinaria là một loài bướm đêm trong họ Geometridae.